# Immortality (Hovhaness)
Immortality is een compositie van Alan Hovhaness.
Het is een toonzetting van een tekst van Christian Fürchtegott Gellert. Hovhaness schreef het voor sopraan, gemengd koor en kerkorgel (of piano). Het is niet bekend wanneer Hovhaness dit werk heeft geschreven. Hovhaness heeft zijn vroege composities bijna allemaal vernietigd en bewaard werk werd tussen zijn nieuwe stukken gecatalogiseerd. Peters Edition kent een uitgave uit 1962.
Hovhaness schreef Immortality waarschijnlijk om brood op de plank te krijgen. Hij schreef talloze van dit soort werkjes, die in willekeurig welke kerk gezongen konden worden.